# Тутивилл

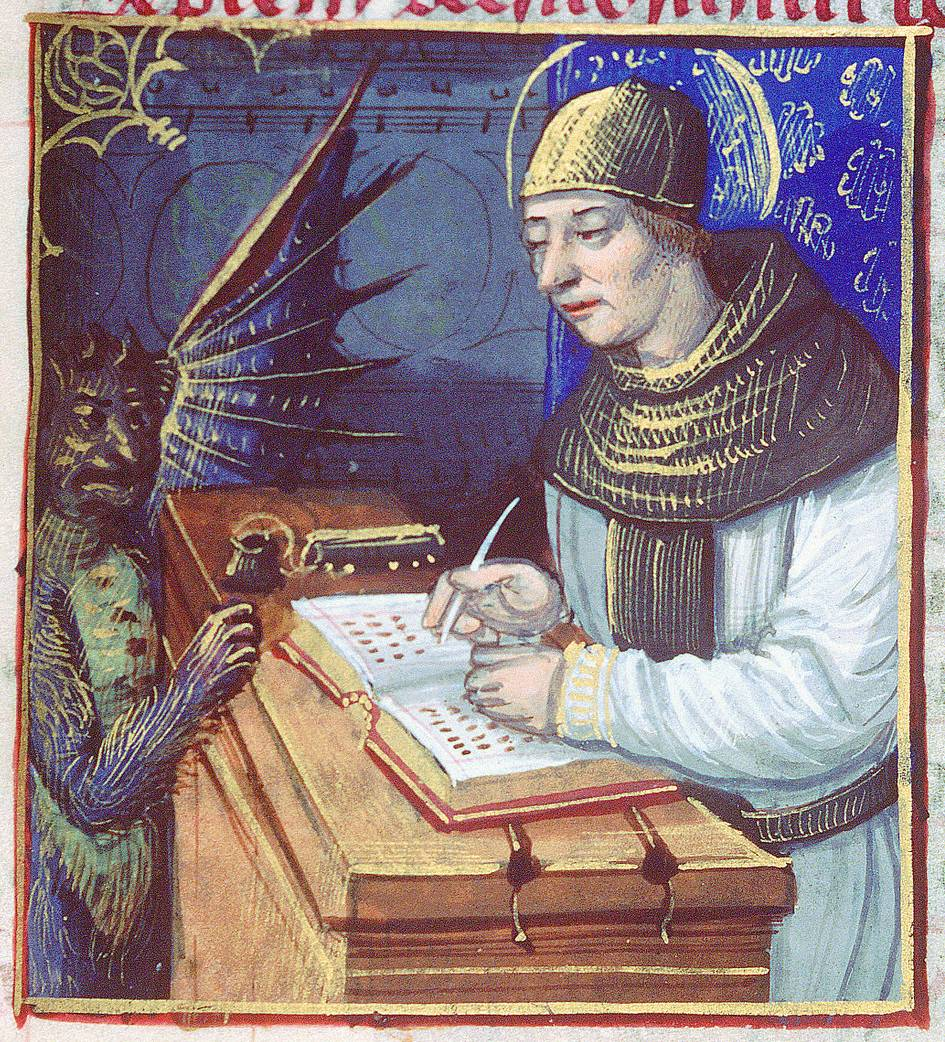
Тутивилл возле стола писца, иллюстрация XIV века

Тутивилл (лат. Titivillus) — демон-писец в христианской демонологии. Пародийная противоположность ангела-писца. Предполагается, что образ демона восходит к Откровению Иоанна Богослова, где упоминаются «книги жизни»: «И увидел я мёртвых, малых и великих, стоящих пред Богом, и книги раскрыты были, и иная книга раскрыта, которая есть книга жизни; и судимы были мёртвые по написанному в книгах, сообразно с делами своими» (20:12). Это место пророчества стали истолковывать таким образом: в «книгах жизни» записаны богоугодные дела и прегрешения людей; записывать первые поручено ангелу, а вторые — демону. Образ демона-писца известен со времён раннего Средневековья, однако его имя появляется лишь в XIV веке, причём в различных вариантах («титивилл», «титувилл» и т. п.) Существует несколько версий происхождения имени. В качестве его источника называют комедию Плавта «Касина» (II, 5), где представлено слово titivillitio («ничтожность, пустяки»). Этимологию также выводят из textivillitium («гнилая нить»), из vitilitigare («ябедничать», «цепляться к мелочам»), из titillare («завлекать», «искушать»).

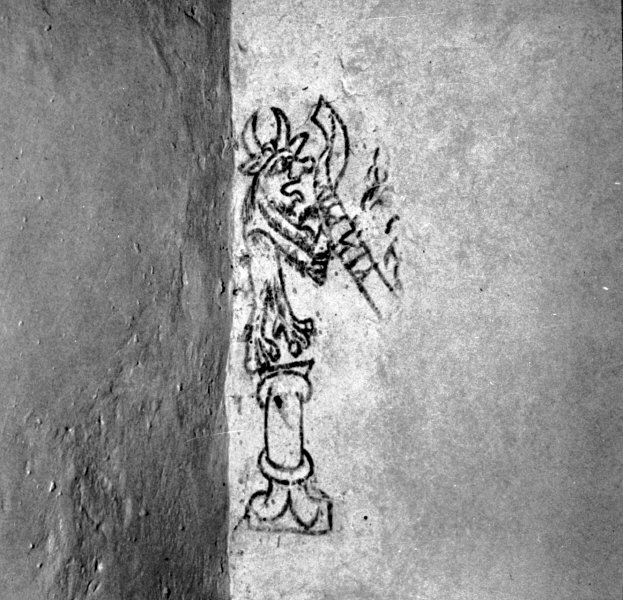
Чёрт записывает рунами болтовню прихожан в церкви Руте на Готланде. Руническая надпись G 324.

Демон записывает болтовню прихожан во время богослужения, а также ошибочные или пропущенные слова в проповеди, чтобы затем передать их в ад, где они будут приписаны к грехам. Обычно его изображали в двух ситуациях: в храме — когда он заносит в свой свиток неверные и пропущенные слова, праздные речи; и вне храма — когда несёт мешок, наполненный этими словами. Французский кардинал Жак де Витри в своих «Простонародных проповедях» описывал действия демона-писца (без указания его имени): «Я слышал, как некий благочестивый человек, находясь на хорах, увидел дьявола с тяжёлым кулем на спине. Когда он приказал демону рассказать, что он несёт, дьявол ответил: „Это слоги, слова и стихи псалмов, которые клирики в заутрене украли у Бога; ты можешь быть уверен, что я бережно сохраню их для обвинения этих клириков“». В другом описании, приведённом Жаком де Витри, рассказывается о священнике, который заметил в церкви дьявола, пытавшегося зубами растянуть лист пергамента. На вопрос священника он пояснил, что таким образом пытался записать все пустые слова, произнесённые присутствующими во время службы, невзирая на святость места. Болтовни оказалось настолько много, что ему не хватило места на всём листе. Священник рассказал об этом прихожанам, они, раскаявшись, обратили молитву к Богу, и дьявол был вынужден стереть свои записи. В английской анонимной рукописи середины XV века представлен «бедный дьявол» Титивилл, который под страхом побоев от старшего дьявола должен приносить в ад не менее тысячи ошибок в слогах и словах. На средневековой фреске церкви Святого Григория в Рейхенау представлены две сплетницы. Они так много болтали, что их слова записывали четыре демона. Тутивилл представлялся в виде обезьяны «ужасной и безобразной» (Винсент из Бове, «Великое Зерцало», VII, 118); в некоторых случаях принимал также образ дракончика.
Высказывалось предположение, что позднейшие представления о писателе как летописце людских прегрешений, основываются на чертах демона-писца.